# Annelise Reichmann
Pour les articles homonymes, voir Reichmann.
Annelise Reichmann (Basse-Yutz, 1902 - Bingen am Rhein, 2000) est une illustratrice et graveuse allemande du XXe siècle.

## Biographie
Annelise Reichmann voit le jour le 3 janvier 1902 à Niederjeutz, une commune lorraine, annexée à l'Allemagne depuis 1871. Très jeune, elle souhaite devenir peintre. Après 1919, sa famille doit déménager à Darmstadt. Après des études d'histoire de l'Art, elle prend des cours avec Albert Hartmann à l'Université technique de Darmstad, puis avec Reinhold Ewald de 1925 à 1928. En 1929, elle séjourne un an à Paris. Sa maison ayant été détruite par des bombardements lors de la Seconde Guerre mondiale, Annelise Reichmann s'installe près de Seeheim-Jugenheim, le long de la Bergstraße. À partir de 1948, elle enseigne la gravure, en particulier la xylographie, à l’École des arts et métiers de Wiesbaden.
Retirée à Bingen am Rhein, Annelise Reichmann décéda le 21 novembre 2000, laissant des gravures et plusieurs ouvrages illustrés.

## Publications
- Annelise Reichmann (gravures), Carlo Schneider (textes), Burgen und Schlösser der Bergstrasse und des Odenwaldes, Darmstadt : Saalbau-Galerie, 1978.
- Annelise Reichmann (ill.), Karl Krolow (textes), Ein Spaziergang : 6 Holzsch. Ges. Hess. Bücherfreunde; Darmstadt : Saalbaugalerie, 1977.